# Kaito St. Tail
Kaito St. Tail (jap. 怪盗 セイント・テール, Kaitō Saint Tail) ist eine Manga-Serie der japanischen Zeichnerin Megumi Tachikawa, die sich vorwiegend an Mädchen richtet und damit der Shōjo-Gattung zuzuordnen ist. Der Manga umfasst ungefähr 1200 Seiten und wurde auch als Anime-Fernsehserie umgesetzt.

## Handlung
Die vierzehnjährige Meimi Haneoka ist Schülerin an der St.-Paulia-Akademie. Ihr Vater ist ein Magier und ihre Mutter war eine Diebin, Kaito Luzifer genannt. Meimi führt ein Doppelleben als Diebin Saint Tail, um Dinge zurückzuholen, die ein Unhold gestohlen hat. Um an ihre Beute zu kommen, benutzt sie magische Kunststücke. Dabei wird sie stets von der Polizei verfolgt.
Meimi schickt, bevor sie einen Diebstahl begeht, stets ihrem Klassenkameraden Daiki Asuka Jr. eine Warnung, der nicht weiß, dass sie die berüchtigte Saint Tail ist. Asuka Jr. ist der Sohn eines Polizisten und fest dazu entschlossen, die Diebin hinter Gitter zu bringen. Als Asuka Jr. entführt wird, will ihn Saint Tail befreien.
Meimis beste Freundin ist Seira Mimori, eine Nonne in Ausbildung. Der Fotograf der Schülerzeitung, Manato Sawatari, ist in Meimi verliebt.

## Hauptcharaktere
Meimi Haneoka (羽丘芽美)
Sie ist ein freundliches und fröhliches Mädchen, das in die 8. Klasse einer Klosterschule geht und sich des Nachts in die Diebin St. Tail verwandelt, um Unrecht wieder gut zu machen. Ihre Mutter war ebenfalls eine Geisterdiebin, bis sie Meimis Vater kennenlernte und mit dem Stehlen aufhörte. Meimis Vater hingegen ist Zauberer und hat eine Menge Tricks auf Lager. Das kleine Mädchen eifert beiden Elternteilen nach und kämpft für ihre Liebe und das Gute in ihrer Stadt. Anfangs streitet sie nur mit Asuka Jr., doch nach und nach entwickelt sie Gefühle für ihn.
Ihr Haustier ist ein kleiner Igel, den sie auf einem ihrer Streifzüge von seinem bösen Besitzer mitgehen lassen hat. Ruby und St. Tail tragen im Partnerlook immer eine große Schleife auf dem Kopf.
Daiki Asuka (飛鳥大貴)
Der Junge geht in Meimis Klasse geht und in den sie sich verliebt. Asuka Jr. ist der Sohn eines Polizisten und wird vom Bürgermeister persönlich beauftragt, Kaito St. Tail gefangen zu nehmen. Er und St. Tail haben ein heimliches Versprechen, nachdem sie ihm zu jedem Raubzug eine Ankündigung schicken muss und er derjenige ist, der sie eines Tages fangen wird.
Seira Mimori
Die beste Freundin von Meimi ist eine Novizin, die ebenfalls in ihre Klasse geht. Seira ist sehr ruhig und gibt St. Tail immer die Aufträge, die sie von Menschen bekommt, die zu ihr zur Beichte gehen. Sie hilft Meimi und passt auf den kleinen Igel Ruby auf.
Rina Takamiya (高宮リナ)
Die Schülerin wechselt mitten im Schuljahr in Meimis Klasse, weil sie sich in Asuka Jr. verliebt hat. Sie ist die Nichte des Bürgermeisters und überredet ihn dazu, sie ebenfalls in den Fall „St. Tail“ mit einzubeziehen. So versucht sie, Asuka Jr. auf ihre Seite zu ziehen und verursacht Meimi eine Menge Ärger, denn sie ist sich sicher, dass Meimi Haneoka die Geisterdiebin St. Tail ist.

## Veröffentlichungen
Kaito St. Tail erschien in Japan von Oktober 1994 bis Dezember 1996 in Einzelkapiteln im Manga-Magazin Nakayoshi. Der Kōdansha-Verlag brachte diese Einzelkapitel ab Juni 1995 auch in sieben Sammelbänden heraus.
Der Manga wurde unter anderem ins Koreanische, Englische und Italienische übersetzt. Auf Deutsch erschien Kaito St. Tail zunächst im Manga Power-Magazin und dann bei Egmont Manga & Anime in sechs Sammelbänden. Eine Veröffentlichung des siebten Bandes ist wegen schlechter Verkaufszahlen nicht geplant.

## Anime
1995 produzierte Tokyo Movie Shinsha eine Anime-Serie zum Manga. Regie führte Osamu Nabeshima. Vom 12. Oktober 1995 bis zum 12. September 1996 lief die Serie mit 43 Folgen auf dem japanischen Fernsehsender TV Asahi. Der Anime wurde auch auf den Philippinen, in Mexiko und Italien ausgestrahlt. Eine englische Fassung erschien bei Tokyopop.

### Synchronisation
| Rolle         | japanischer Sprecher (Seiyū) |
| ------------- | ---------------------------- |
| Meimi Haneoka | Tomo Sakurai                 |
| Asuka Jr.     | Kōsuke Okano                 |
| Seira Mimori  | Kikuko Inoue                 |

### Musik
Die Musik der Serie komponierte Hayato Matsuo. Die Vorspanntitel sind Toki wo Koete (時を越えて) von Yasuko Matsuyuki und Ashita he to Kakedashite Yukou (明日へと駆け出してゆこう) von Seiko Matsuda. Für den Abspann verwendete man Junshin (純心) und UpSide Down - Eien no Wa - (UpSide Down－永遠の環－) von Shoko Inoue sowie Yume Miru Melody (夢見るメロディー) von Miyuki Kajitani.

## Rezeption
Malindy Hetfeld von Splashcomics bezeichnet den Manga als schludrig gezeichnet, die Charaktere wirkten oberflächlich und die Geschichte sei vorhersehbar, auch wenn durchaus romantisch. Im Vergleich zum ähnlichen Kamikaze Kaito Jeanne könne Kaito St. Tail nicht bestehen. Im weiteren Verlauf werde die Handlung noch vorhersehbarer, in Teilen handelten die Figuren höchst unrealistisch.